# 沼澤縣
沼澤縣（英語：Glades County）是美国佛罗里达州的一个县，县治设在穆爾黑文。根据2020年美国人口普查数据，该县总人口为12,126人，是该州人口第四少的县。沼泽县总面积为986平方英里，其中陆地面积为774平方英里，水域面积为213平方英里。该县与亨德里县共同构成了克莱维斯顿小都市统计区（Clewiston Micropolitan Area）。此外，沼泽县还属于更大范围的开普科勒尔-迈尔斯堡-那不勒斯联合统计区（Cape Coral-Fort Myers-Naples Combined Statistical Area）。
1921年，沼泽县由德索托县分离而成，以毗邻的佛罗里达大沼泽地命名。然而，与人们对“沼泽”一词的传统印象不同，该县的大部分土地由草原和松林构成。作为环绕奥基乔比湖的五个县之一，沼泽县拥有超过30英里的湖岸线，同时还拥有60英里的克卢萨哈奇河河岸线和52英里的原生态食鱼溪。沼泽县的历史可以追溯到印第安人时期，早期的居民为美洲原住民。如今，该县北部仍然保留着布赖顿塞米诺尔印第安保留地，这里是塞米诺尔部落的重要聚居地之一，当地的印第安文化仍然在保留地内延续。
沼泽县地处佛罗里达腹地，其自然景观和文化特点展现了典型的佛罗里达州内陆风貌。该县的农业产业占据主导地位，并且是佛罗里达州农业最发达的地区之一，其主要农作物包括甘蔗、蔬菜、玉米、棉花、花生等。此外，该县还拥有柑橘加工和甘蔗精炼产业。此外，沼泽县地处佛罗里达州南部的中心位置，交通便利，距离迈阿密、劳德代尔堡、坦帕、奥兰多仅约两个多小时车程，同时与迈尔斯堡和西棕榈滩的距离也几乎相等，而且县内拥有公路、铁路和航空等运输方式。近年来这一地理优势使其成为国际和国内仓储、物流和制造业的重要枢纽。